# Oost-Graftdijk
Oost-Graftdijk is een dorp in de gemeente Alkmaar, in de Nederlandse provincie Noord-Holland. Het dorp heeft 140 inwoners (2023).
Oost-Graftdijk is een lintdorp en ligt aan het Noordhollandsch Kanaal. In het dorp ontstond op een plaats van een school in 1647 een kerk. Deze werd vernield op 29 november 1836. In 1840 begon men met de bouw van het huidige kerkje. Inmiddels is dit kerkgebouw verbouwd tot woonhuis. Het torenuurwerk uit het kerkje is te bezichtigen in Museum in 't Houten Huis in De Rijp.
Iets naar het westen, op Oost-Graftdijk nr. 27, staat het gebouw van de Doopsgezinde gemeente "De vermaning" met een witte voorgevel uit 1870.
Tot en met 31 december 2014 was Oost-Graftdijk onderdeel van de gemeente Graft-De Rijp, die op 1 januari 2015 deel is opgegaan in de gemeente Alkmaar.

## Woonachtig geweest in Oost-Graftdijk
- Stephanus Hanewinkel, schrijver en predikant in Oost-Graftdijk van 1798 tot 1802.

## Zie ook

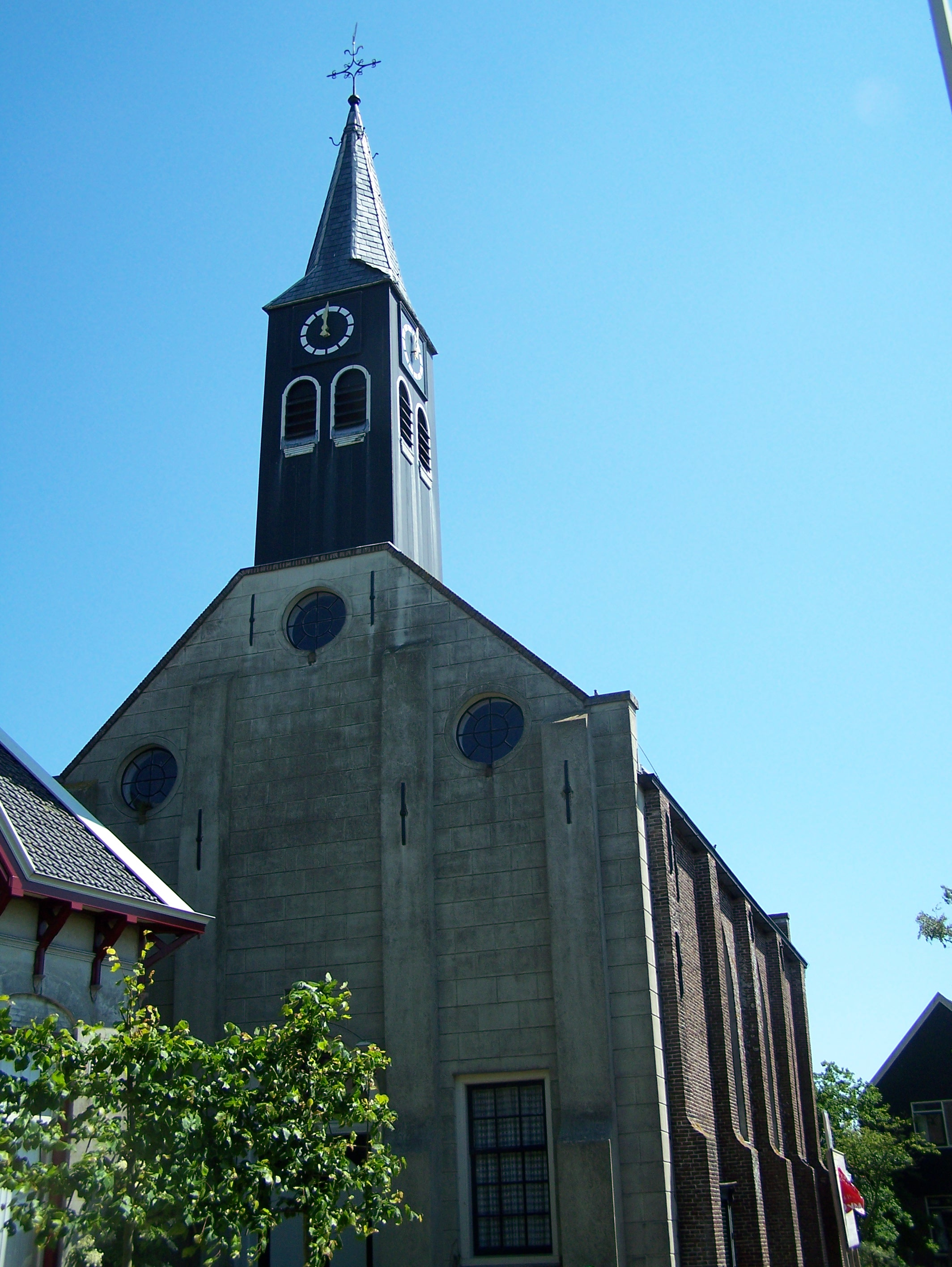
Kerk in Oost-Graftdijk